# Spielraum (Interpretation)
Unter einem Spielraum für Interpretationen versteht die Hermeneutik als Wissenschaft und Lehre von der Sinndeutung einen Rahmen, der in gewissen Grenzen unterschiedliche Erklärungen eines Sachverhalts, eines Textes, einer mündlichen Aussage, eines Verhaltens, eines Kunstwerks zulässt.

## Charakteristik
Es handelt sich bei diesen Erklärungsspielräumen um subjektive Deutungsansätze innerhalb einer Spanne von unterschiedlichen Deutungsmöglichkeiten. Diese müssen sich aber auf nachvollziehbare Begründungen stützen, um eine intersubjektive Zustimmung finden und damit akzeptiert werden zu können. Interpretationsspielräume ergeben sich einerseits aus der Komplexität oder Unschärfe des zugrunde liegenden Gegenstands und andererseits aus der Möglichkeit, ein Phänomen aus unterschiedlichen Blickwinkeln zu betrachten. Interpretationsspielräume eröffnen sich z. B. bei der Auslegung von Weissagungen, Texten, Aussagen, Körpersignalen, Verhaltensweisen, Kunstwerken oder Ereignissen.

## Anwendungsgebiete in Beispielen
Der Spielraum für unterschiedliche Auslegungen ist ein wesentliches Kennzeichen der Hermeneutik, und diese wiederum charakterisiert nahezu durchgängig das methodische Vorgehen in fast allen Bereichen der Geisteswissenschaft. Sie findet sich aber auch in eher naturwissenschaftlich orientierten Disziplinen wie etwa der Medizin. Die Nutzung der Deutungsspielräume und die Diskussion um die glaubwürdigste Erklärung gehören zum Standardprogramm beispielsweise  der Philologie, der Theologie, der Mantik, der Anthropologie, der Psychologie, der Diplomatie, der Literaturwissenschaft, der Dichtung oder Bildenden Kunst, des Rechtswesens oder der medizinischen Diagnostik.

### Mantik / Weissagung
Die Kunst der Mantik (= Zukunftsdeutung) oder Divination (= Erforschung des göttlichen Willens) hatte schon  im Altertum, etwa beim Orakel von Delphi, eine große politische Bedeutung. Sie bestimmte über Kriege und Herrscherschicksale. Dabei wurden die Weissagungen  bewusst vieldeutig gehalten. Sie bedurften einer Interpretation, die dem Antragsteller anheimgestellt wurde und nur bei der richtigen Deutung  die richtige Zukunftsvoraussage erbrachte. Der eröffnete Interpretationsspielraum und das immer zutreffende Ergebnis sicherten dem Orakel seine Glaubwürdigkeit und Akzeptanz. Es lag ausschließlich an dem Betroffenen, es richtig zu lesen und zu deuten.

### Theologie
Die Theologie ist im Sinne der Naturwissenschaften keine „exakte“ Wissenschaft, die sich auf Naturgesetze berufen könnte. Ihre mehrdeutigen Zeugnisse bedürfen der Klärung, um verstanden zu werden, zumal diese in der Regel auf einer sehr alten Tradition, oft mündlichen Überlieferungen, fremdsprachlichen Texten und symbolhaltigen, bilderreichen  Sprachgebungen beruhen. Die verwendete Methode der Textauslegung wird auch als Exegese  bezeichnet. Die sogenannte Biblische Exegese ist beispielsweise für das Verständnis schwieriger Textpassagen des grundlegenden Buches der christlichen Lehre zuständig.

### Psychologie
Die Psychologie sieht sich in ihren praktischen Anwendungsbereichen mit einem Spektrum von Deutungsmöglichkeiten konfrontiert. In den naturgemäß gegebenen Interpretationsspielräumen muss sie auf der Basis von Indizien und wissenschaftlichen Analysen versuchen, den  wahrscheinlichsten Sachverhalt über die Beurteilung von Psyche, Motiven, Handlungen einer Person herauszufinden. Von der Realitätsgerechtigkeit des Befunds hängt die richtige Beurteilung des Straftäters, der angemessenen Psychotherapie oder der erfolgversprechendsten Studienempfehlung ab. Auch die  Psychoanalyse hat mit ihrem traditionellen Arbeitsfeld der Traumdeutung einen erheblichen Interpretationsspielraum zu sondieren. Nach C. G. Jung offenbaren sich Träume  in einer eigenen Bildersprache, die es zu entschlüsseln und zu verstehen gilt.

### Philologie

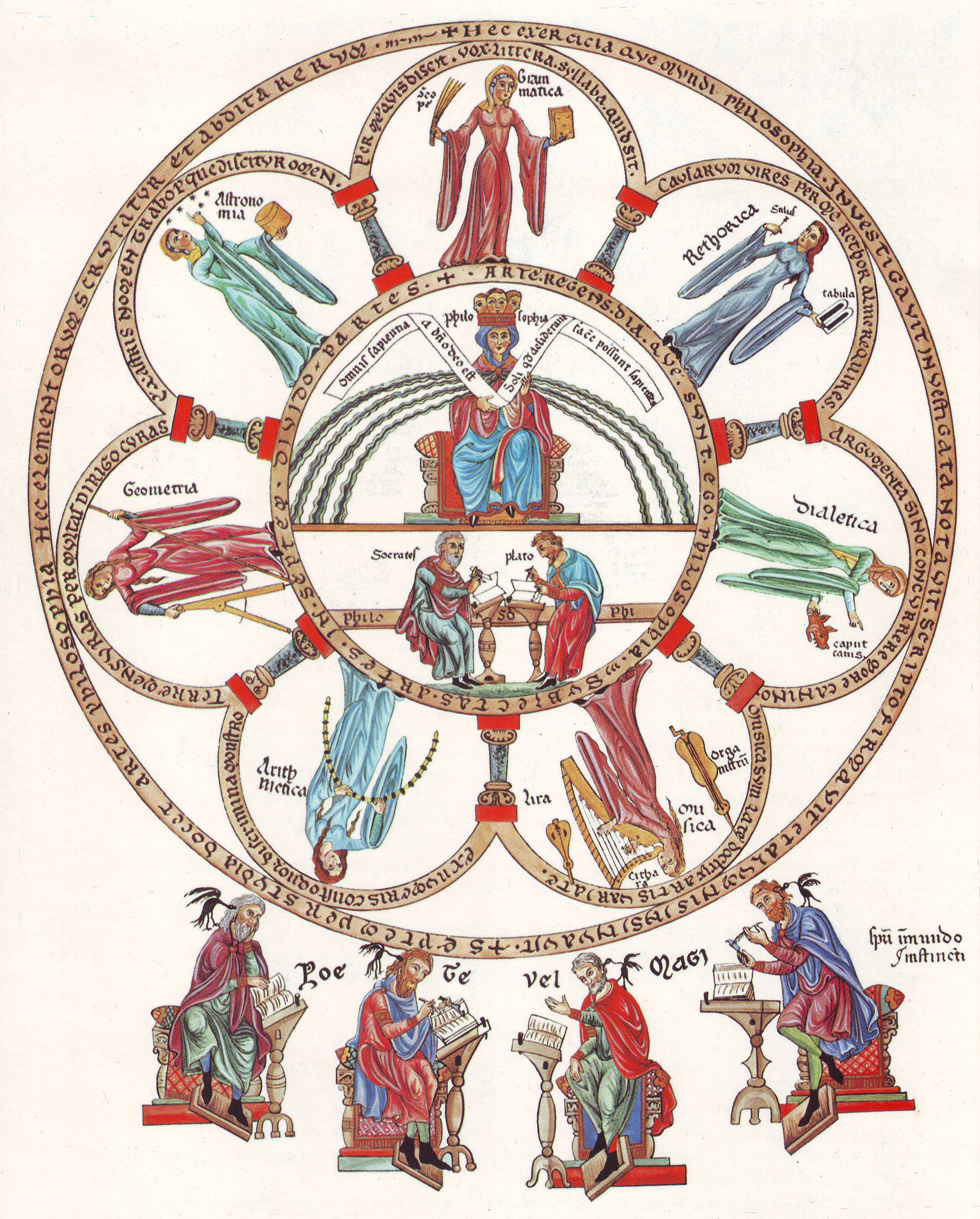
Faksimile der Allegorie aus der Enzyklopädie der Herrad von Landsberg um 1175: „Die Philosophie inmitten der Sieben Freien Künste“

Die Textinterpretation von Prosaschriften und die Gedichtinterpretation als Entschlüsselungstechnik  lyrischer Texte gehören in das Fachgebiet der Philologie.
Die Schöpfungen beider Literaturgattungen sind auf ihren tieferen Verständnisebenen ohne sachkundige Interpretationshilfe meist nur wenigen Menschen zugänglich. Dichter geben mit der Publikation in der Regel die Deutungshoheit ihrer literarischen Werke auf. Für die Leser und Kritiker erwachsen daraus Deutungsspielräume, die sich aber im Rahmen der Gesetzmäßigkeiten von Struktur, Bildsprache, Inhalt und Sinngehalt, also von Gestalt und Gehalt, bewegen müssen. Sie müssen stimmig und im Einklang der verschiedenen sprachwissenschaftlichen  Komponenten für den Leser nachvollziehbar sein. Der Spielraum für die Texterschließung und das Textverständnis gestaltet sich umso größer, je tiefgründiger, symbolträchtiger, allegoriendurchsetzter, metaphernhaltiger die einzelne Sprachschöpfung sich präsentiert.

### Bildende Kunst

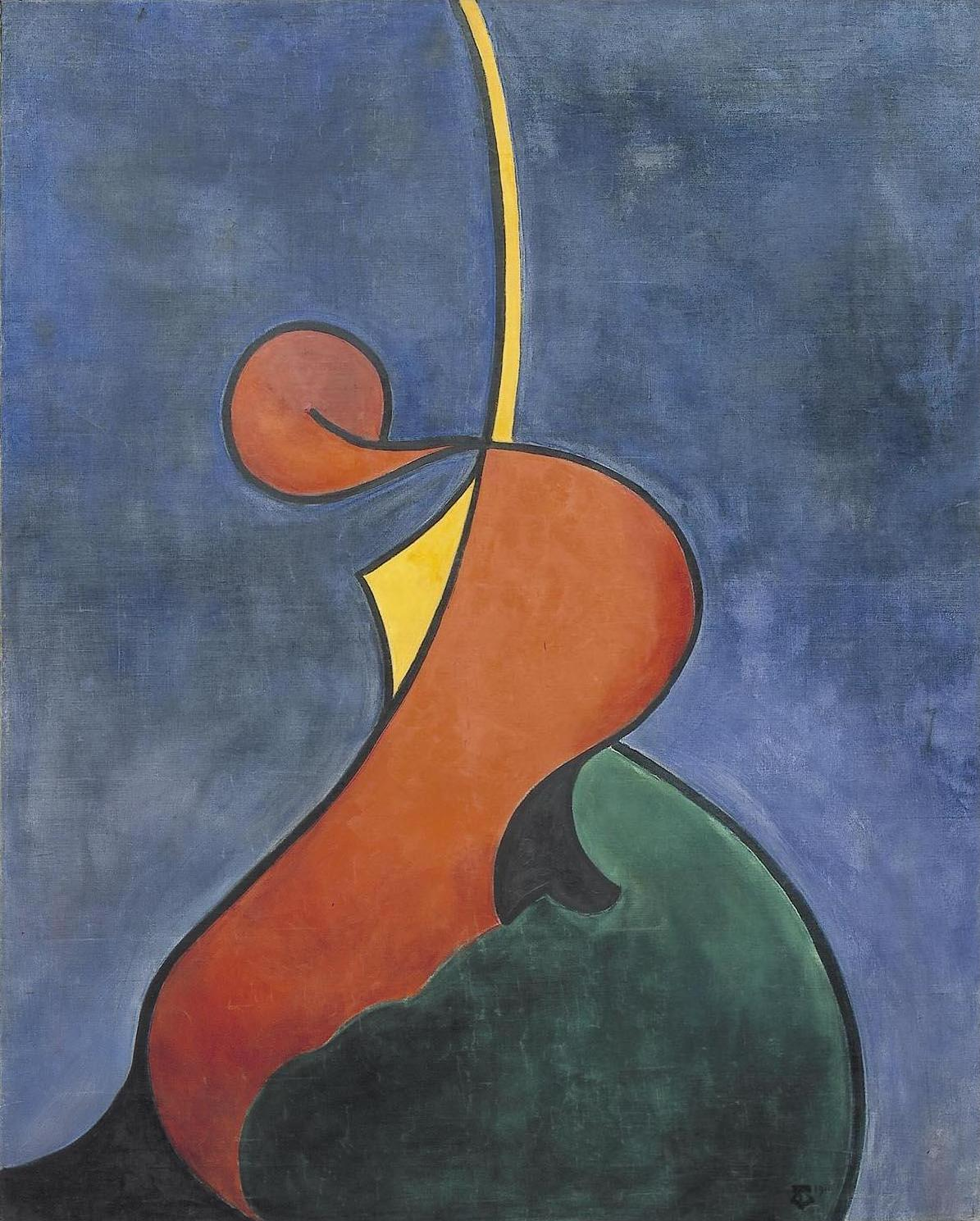
Theo van Doesburg. Heroische Bewegung, Centraal Museum Utrecht 1916

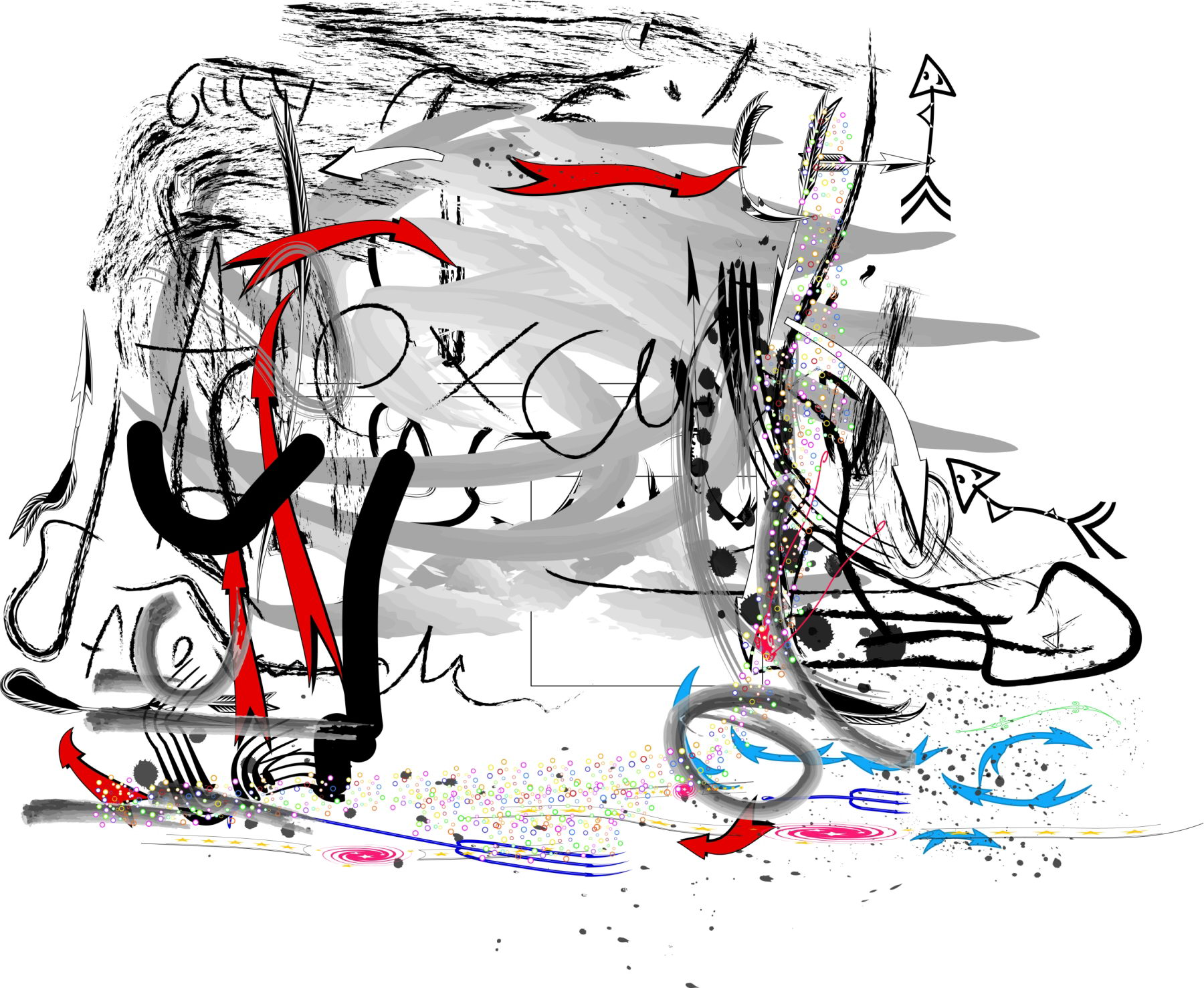
Abstrakte Aquarellmalerei

In der Bildenden Kunst erweitert sich der Spielraum für die Aufschließung des Kunstwerks mit dem Abstraktheitsgrad der Darstellung. Viele Künstler geben ihrem Werk bewusst eine Vielfalt an Deutungsmöglichkeiten mit, um den Betrachter zu einer persönlichen Auseinandersetzung herauszufordern und das Kunstwerk zu einem individuellen Entdeckungserlebnis zu machen, zu dem jeder sich seinen eigenen Zugang erarbeiten sollte. Die Deutung der bildlichen Symbole ist eine fundamentale Aufgabe der Ikonografie und Ikonologie.

### Darstellende Kunst
Die darstellende Kunst etwa des Schauspielers, der Tänzerin, der Sängerin oder des Violinvirtuosen lässt dem einzelnen Künstler, Dirigenten, Orchester Spielräume für das persönliche Verständnis und die entsprechende Interpretation bei der Aufführung von Meisterwerken. Sie werden daher auch als „Interpreten“ bezeichnet, denen eine eigene Auffassung des Kunstwerks nicht nur zugestanden wird. Sie wird sogar vom Zuschauer und Zuhörer erwartet. Der gegebene Spielraum gestattet dem Künstler eine unverwechselbare eigene Leistung.

### Rechtswesen
Unscharf formulierte Vorschriften und Gesetzestexte lassen Anwälten und Richtern  gewisse Auslegungs- und Entscheidungsspielräume für Anklage, Verteidigung und Urteilsfestlegung. Die Notwendigkeit einer Rechtsauslegung und das Ausnutzen der Ermessensspielräume führt in der Rechtsprechung allerdings häufig zu Unstimmigkeiten und Rechtsverdrossenheit, weil das gefällte Urteil und die Begründungen nicht der eigenen Interpretation und Bewertung der zugrunde liegenden Sachverhalte entsprechen. Es liegt in der Natur der Sache, dass unterschiedliche Personen das gegebene Interpretationsspektrum unterschiedlich nutzen. So formulierte das Bundesverfassungsgericht mit einem Beschluss vom 19. Oktober 1993 etwa als Rechtsanweisung für die Zivilgerichte hinsichtlich der Haftung finanziell überforderter Bürgen für die Schulden Dritter:
„Wie sie dabei zu verfahren haben und zu welchem Ergebnis sie gelangen müssen, ist in erster Linie eine Frage des einfachen Rechts, dem die Verfassung einen weiten Spielraum lässt“.

### Diplomatie
Aufgrund kontroverser Vorstellungen, schwieriger Verhandlungen und letztendlich notwendiger Kompromisse ergeben sich im Bereich der Diplomatie und politischer Übereinkünfte häufig Vereinbarungen, die jeder der beteiligten Parteien Spielräume für die Auslegung entsprechend der eigenen Vorstellung lässt. Diese als sogenannte „Formelkompromisse“ bezeichneten schwammigen Regelungen führen meist zu neuen Spannungen, wenn die Interpretationsspielräume zu groß und für wirkungsvolle praktische Konsequenzen ungeeignet sind.

## Redewendungen
- „Spielräume für Interpretationen lassen“: Die gefundene Kompromissformel  lässt jeder Partei entsprechend der eigenen Überzeugung Spielräume für Interpretationen.
- „Spielräume für Interpretationen ausschöpfen“: Das Gerichtsurteil hat den Spielraum für unterschiedliche Deutungen, den der Gesetzestext lässt, zugunsten des Angeklagten ausgeschöpft.

## Einzelbelege
1. ↑  Emilio Betti: Die Hermeneutik als allgemeine Methodik der Geisteswissenschaften. Tübingen 1962
2. ↑  Wolfram Hogrebe (Hrsg.): Mantik. Profile prognostischen Wissens in Wissenschaft und Kultur. Königshausen und Neumann, Würzburg 2005
3. ↑  Ulrich H. J. Körtner: Einführung in die theologische Hermeneutik. Wissenschaftliche Buchgesellschaft, Darmstadt 2006
4. ↑  C.G. Jung: Traum und Traumdeutung. Band 4, herausgegeben von Lorenz Jung. 12. Auflage. 2005, S. 50ff
5. ↑  Günter Mey: Interpretationsspielräume erkennen und nutzen  – Reflexionen zum Sinnverstehen , Rezension zu: Jürgen Straub: Handlung, Interpretation, Kritik. Grundzüge einer textwissenschaftlichen Handlungs- und Kulturpsychologie . Berlin/New York: Walter de Gruyter 1999, XI + 4
6. ↑  Siegbert Warwitz: Zur Interpretation von Bildsprache. In: Ders.: Sport im Spiegel der Sprache – eine Metaphernanalyse. Tübingen 1967.
7. ↑  Erwin Panofsky: Sinn und Deutung in der bildenden Kunst. Dumont, Köln 1975
8. ↑  BVerfGE 89, 214, 234
9. ↑  Frank Naumann: Die Kunst der Diplomatie. 20 Gesetze für sanfte Sieger. Rowohlt, Reinbek 2003